# Isak Stianson Pedersen
Isak Stianson Pedersen (* 4. Juni 1997 in Vågstranda, Rauma, Norwegen) ist ein ehemaliger norwegisch-isländischer Skilangläufer.

## Werdegang
Pedersen hat eine isländische Mutter und einen norwegischen Vater und startete bis 2016 bei Juniorenrennen für Norwegen. Ab 2016 startete er für Island. Dabei wurde er 2017 und 2018 isländischer Meister im Sprint und 2017 zudem im 10-km-Massenstartrennen. Bei den Olympischen Winterspielen im Februar 2018 in Pyeongchang belegte er den 52. Platz im Sprint. In der Saison 2018/19 lief er bei den Nordischen Skiweltmeisterschaften 2019 in Seefeld in Tirol auf den 72. Platz im Sprint und bei den U23-Weltmeisterschaften 2019 in Lahti auf den 70. Platz über 15 km Freistil, auf den 58. Rang im 30-km-Massenstartrennen und auf den 44. Platz im Sprint. Im folgenden Jahr kam er bei den U23-Weltmeisterschaften in Oberwiesenthal auf den 56. Platz über 15 km klassisch, auf den 43. Rang im 30-km-Massenstartrennen und auf den 41. Platz im Sprint. Bei den Nordischen Skiweltmeisterschaften im Februar 2021 in Oberstdorf errang er den 76. Platz im Sprint sowie zusammen mit Snorri Einarsson den 27. Rang im Teamsprint und bei den Olympischen Winterspielen 2022 in Peking den 78. Platz im Sprint sowie den 19. Rang im Teamsprint.

## Teilnahmen an Weltmeisterschaften und Olympischen Winterspielen

### Olympische Spiele
- 2018 Pyeongchang: 52. Platz Sprint klassisch
- 2022 Peking: 19. Platz Teamsprint klassisch, 78. Platz Sprint Freistil

### Nordische Skiweltmeisterschaften
- 2019 Seefeld in Tirol: 72. Platz Sprint Freistil
- 2021 Oberstdorf: 27. Platz Teamsprint Freistil, 76. Platz Sprint klassisch